# Attacco sillabico
In fonetica e fonologia, l'attacco sillabico (anche incipit o semplicemente attacco; in inglese, syllable onset o semplicemente onset) è la parte di una sillaba che precede il nucleo sillabico.

## Struttura della sillaba
La struttura segmentale di una sillaba inizia con un attacco, seguito da una rima o finale. 
sillaba: C1(C2)V1(V2)(C3)(C4) = attacco: C1(C2) + rima: V1(V2)(C3)(C4)
sillaba: V1(V2)(C3)(C4) = attacco: Ø (nullo) + rima: V1(V2)(C3)(C4)
(C = consonante, V = vocale, i componenti opzionali sono tra parentesi.)
Secondo la fonotassi di una lingua, l'attacco può consistere di una singola consonante o un gruppo consonantico, o essere nullo. 

## Attacco nullo
Se una sillaba inizia con una vocale o un'altra sonante sillabica, allora la sillaba si dice che non possiede un attacco (o che ha attacco nullo). La maggior parte delle lingue permette questa possibilità. Sono anche utilizzate la definizioni "iniziale nulla" e "iniziale zero". Alcuni alfabeti come l'abjad e l'abugida hanno una speciale consonante zero per rappresentare l'attacco nullo. Per esempio, in hangŭl, l'alfabeto della lingua coreana, un attacco nullo viene rappresentato con ㅇ alla sezione sinistra o superiore di un grafico, come nella parola 역 ("sud", pronunciata yeok, dove il dittongo yeo è il nucleo sillabico e k è la coda). 